# Élton Arábia
Élton José Xavier Gomez, född 7 april 1986 i Palmeira dos Índios, Alagoas, är en brasiliansk fotbollsspelare (mittfältare). Hans nuvarande klubb är Clube de Regatas Brasil, där han spelar som vänstermittfältare. Hans första klubb var Corinthians. Han har även spelat i São Caetano och Steaua Bukarest.